# Cixius flavobrunnea
Cixius flavobrunnea är en insektsart som beskrevs av Fowler 1904. Cixius flavobrunnea ingår i släktet Cixius och familjen kilstritar. Inga underarter finns listade i Catalogue of Life.